# Medna
Medna (cyr. Медна) – wieś w Bośni i Hercegowinie, w Republice Serbskiej, w gminie Mrkonjić Grad. W 2013 roku liczyła 221 mieszkańców.